# Morti nel 1759
| Questa pagina contiene informazioni ricavate automaticamente dalle voci biografiche con l'ausilio del template Bio e di un bot. L'aggiornamento è periodico e automatico e ricostruisce completamente la pagina. Se manca una persona in questa lista, sei pregato di non aggiungerla, ma accertati piuttosto che la sua voce biografica contenga il template Bio e che i dati anagrafici siano correttamente compilati. Se il template Bio manca, inseriscilo tu stesso o, in alternativa, metti l'avviso {{tmp\|Bio}} che ne segnala la mancanza. Se i dati riportati sono sbagliati, correggi direttamente la voce biografica; le modifiche saranno visibili in questa lista entro pochi giorni. Per chiarimenti vedi il progetto biografie. La lista contiene solo le 100 persone che sono citate nell'enciclopedia e per le quali è stato implementato correttamente il template Bio. Pagina aggiornata al 2 lug 2025. |

## Gennaio(7)
- 1º gennaio - Jacques-Joachim Trotti de La Chétardie, diplomatico francese (n. 1705)
- 5 gennaio - Thomas Philip Wallrad d'Alsace-Boussut de Chimay, cardinale e arcivescovo cattolico belga (n. 1679)
- 6 gennaio - Paolo Pannelli, pittore italiano (n. 1676)
- 11 gennaio - Emmanuel de Nay, conte di Richecourt, nobile e politico francese (n. 1697)
- 12 gennaio - Anna di Hannover, principessa britannica (n. 1709)
- 15 gennaio - Giovanni Antonio Guadagni, cardinale e vescovo cattolico italiano (n. 1674)
- 31 gennaio - Giorgio Doria, cardinale e arcivescovo cattolico italiano (n. 1708)

## Febbraio(11)
- 3 febbraio - Benjamin Lay, attivista inglese (n. 1682)
- 8 febbraio - Ramiro Rampinelli, matematico, fisico e religioso italiano (n. 1697)
- 8 febbraio - Giuseppe Maria del Carretto, politico e militare italiano (n. 1679)
- 9 febbraio - Luisa Enrichetta di Borbone-Conti, nobile francese (n. 1726)
- 12 febbraio - Muhammad I al-Rashid, tunisino (n. 1710)
- 15 febbraio - Pál Forgách, vescovo cattolico ungherese (n. 1696)
- 26 febbraio - Boris Grigor'evič Jusupov, politico russo (n. 1695)
- 27 febbraio - Johann Ludwig Frey, teologo e storico svizzero (n. 1682)
- 27 febbraio - Peregrine Hopson, generale e politico britannico (n. 1696)
- 27 febbraio - Jacob Theodor Klein, giurista, botanico e matematico polacco (n. 1685)
- 27 febbraio - Antonio Simonetta, nobile italiano

## Marzo(8)
- 1º marzo - Nicolò Carmine Falcone, arcivescovo cattolico italiano (n. 1681)
- 2 marzo - Adam Ignacy Komorowski, arcivescovo cattolico polacco (n. 1699)
- 8 marzo - Giovanni Battista Sacchetti, II marchese di Castelromano, nobile italiano (n. 1707)
- 10 marzo - Nicolas-Charles de Saulx-Tavannes, cardinale e arcivescovo cattolico francese (n. 1690)
- 12 marzo - Valentin Metzinger, pittore sloveno (n. 1699)
- 24 marzo - Henry Hawley, generale inglese (n. 1679)
- 24 marzo - Louis-Joseph Le Lorrain, pittore, incisore e decoratore francese (n. 1715)
- 29 marzo - Pierre-Charles Le Mettay, pittore francese (n. 1726)

## Aprile(8)
- 6 aprile - Johann Gottfried Zinn, medico, anatomista e botanico tedesco (n. 1727)
- 13 aprile - Giovanni Casimiro di Isenburg-Büdingen-Birstein, generale e nobile tedesco (n. 1715)
- 14 aprile - Niccolò Gianpriamo, gesuita, missionario e astronomo italiano (n. 1686)
- 14 aprile - Georg Friedrich Händel, compositore tedesco (n. 1685)
- 20 aprile - Thomas Coke, I conte di Leicester, nobile, politico e mecenate britannico (n. 1697)
- 22 aprile - Giuseppe Maria Ercolani, religioso italiano (n. 1673)
- 28 aprile - Marie-Louise Trichet, religiosa francese (n. 1684)
- 30 aprile - François d'Agincourt, clavicembalista, organista e compositore francese (n. 1683)

## Maggio(4)
- 2 maggio - Christophe Huet, pittore e decoratore francese (n. 1700)
- 5 maggio - Anton Dorazil, scultore boemo
- 12 maggio - Lambert-Sigisbert Adam, scultore francese (n. 1700)
- 23 maggio - Eleonora d'Assia-Rotenburg, principessa tedesca (n. 1712)

## Giugno(7)
- 9 giugno - Giacinta Orsini, nobile italiana (n. 1741)
- 10 giugno - Luigi Federico di Sassonia-Hildburghausen, principe e generale (n. 1710)
- 20 giugno - Maurizio Adolfo Carlo di Sassonia-Zeitz-Neustadt, vescovo cattolico tedesco (n. 1702)
- 21 giugno - Francesco Scipione Maria Borghese, cardinale e arcivescovo cattolico italiano (n. 1697)
- 21 giugno - Sebastián de Eslava, generale spagnolo (n. 1685)
- 22 giugno - Louis de Cahusac, drammaturgo, poeta e enciclopedista francese (n. 1706)
- 27 giugno - Vincent de Gournay, economista francese (n. 1712)

## Luglio(5)
- 6 luglio - William Pepperrell, condottiero, mercante e politico statunitense (n. 1696)
- 13 luglio - Carlo Amedeo Salmatoris, nobiluomo italiano (n. 1688)
- 19 luglio - Nicolas-Félix Adam, scultore francese (n. 1707)
- 27 luglio - Pierre-Louis Moreau de Maupertuis, matematico, fisico e filosofo francese (n. 1698)
- 31 luglio - Segherio Felice Seghieri, vescovo cattolico italiano (n. 1721)

## Agosto(4)
- 8 agosto - Carl Heinrich Graun, compositore e tenore tedesco (n. 1704)
- 10 agosto - Ferdinando VI di Spagna, re spagnolo (n. 1713)
- 23 agosto - Franz Anton von Lamberg, principe, politico e generale austriaco (n. 1678)
- 24 agosto - Ewald Christian von Kleist, poeta tedesco (n. 1715)

## Settembre(10)
- 4 settembre - Girolamo Chiti, compositore italiano (n. 1679)
- 4 settembre - Elisabetta Carolina di Hannover, principessa inglese (n. 1741)
- 10 settembre - Johann Martin Chladenius, teologo e storico tedesco (n. 1710)
- 12 settembre - Carlo Antonio di Schleswig-Holstein-Sonderburg-Beck, nobile tedesco (n. 1727)
- 13 settembre - James Wolfe, generale britannico (n. 1727)
- 14 settembre - Louis-Joseph de Montcalm, generale francese (n. 1712)
- 16 settembre - Nicolas-Antoine Boulanger, ingegnere e filosofo francese (n. 1722)
- 17 settembre - Adalbert II von Walderdorff, vescovo cattolico e abate tedesco (n. 1697)
- 18 settembre - Giacomo Bonavia, scultore, pittore e urbanista italiano (n. 1705)
- 18 settembre - Santa Stella, soprano italiano (n. 1686)

## Ottobre(6)
- 2 ottobre - Placido Costanzi, pittore italiano (n. 1702)
- 3 ottobre - Ernst von Steinberg, politico tedesco (n. 1692)
- 9 ottobre - Harry Powlett, IV duca di Bolton, politico inglese (n. 1691)
- 12 ottobre - Gaspare Antonio Baroni Cavalcabò, pittore italiano (n. 1682)
- 17 ottobre - Louis de Caix d'Hervelois, gambista e compositore francese (n. 1677)
- 27 ottobre - Konstancja Czartoryska, nobildonna polacca (n. 1695)

## Novembre(4)
- 15 novembre - Giacomo Castelli, letterato, avvocato e filologo italiano (n. 1688)
- 29 novembre - 'Alamgir II, sovrano mongolo (n. 1699)
- 29 novembre - Nicolaus Bernoulli, matematico svizzero (n. 1687)
- 29 novembre - Filippo Ernesto di Hohenlohe-Waldenburg-Schillingsfürst, principe tedesco (n. 1663)

## Dicembre(6)
- 6 dicembre - Luisa Elisabetta di Borbone-Francia, principessa francese (n. 1727)
- 10 dicembre - Giuliano Marco Giampiccoli, incisore italiano (n. 1703)
- 12 dicembre - Carlo Gregori, incisore italiano (n. 1702)
- 18 dicembre - François de Franquetot de Coigny, militare francese (n. 1670)
- 20 dicembre - Karl Ferdinand von Königsegg-Rothenfels, nobile, politico e diplomatico tedesco (n. 1696)
- 21 dicembre - Michelangelo Caetani, X duca di Sermoneta, nobile italiano (n. 1685)

## Senza giorno specificato(20)
- Johann Christoph Altnickol, compositore, organista e cantante lirico tedesco (n. 1720)
- Anton Wilhelm Amo, filosofo ghanese (n. 1703)
- Eugene Aram, filologo classico inglese (n. 1704)
- James Ayscough, artigiano inglese
- Carlo Borsetti, pittore italiano (n. 1698)
- Giovan Francesco Buonamici, architetto e pittore italiano (n. 1692)
- Annibal Camoux, supercentenario francese (n. 1638)
- Giovanni Carestini, cantante castrato italiano (n. 1700)
- Serafino Cerva, storico e religioso dalmata (n. 1696)
- William Collins, poeta britannico (n. 1721)
- Bernardo De Dominici, pittore, storico dell'arte e biografo italiano (n. 1683)
- Carlo Francesco Dotti, architetto italiano (n. 1670)
- Salvatore Ferrari, pittore italiano
- Jan Jozef Horemans il Vecchio, pittore fiammingo (n. 1682)
- Andreas Krüger, architetto e pittore tedesco (n. 1719)
- Hannah Lightfoot, nobile britannica (n. 1730)
- Pietro Martorana, pittore italiano (n. 1700)
- Giuseppe Antonio Petrini, pittore svizzero (n. 1677)
- Gaspare Serenari, pittore italiano (n. 1707)
- Gustavus Waltz, basso tedesco (n. 1732)